# Céline Bara
Céline Bara (Antony, 9 de setembre de 1978) és una actriu porno francesa considerada com hardcore (puny vaginal, anal, doble penetració), Céline Bara reivindica una homosexualitat que s'ha revelat durant la seva carrera. És l'única actriu pornogràfica que sempre ha utilitzat el seu veritable nom. Ha escrit un llibre titulat La Sodomite, el 2006.

## Biografia
Céline Bara va viure tota el seu infantesa i la seva adolescència el suburbi parisenc de Bondy i després a Montrouge. Educada en l'integrisme catòlic, ha consagrat des de jove un odi ferotge en contra de totes les religions, contra les que lluita avui encara.
Després d'haver-se casat als 19 anys amb el seu cosí Cyrille Bara, comença a freqüentar els clubs llibertins de la capital francesa, i poc més tard va fer un càsting per pel·lícules X, i en dos anys filma prop de 160 pel·lícules, obtenint un nomenament al premi Hot d'or 2000 com Starlette de l'any, i crea la seva productora, amb les que edita les revistes Bara mag, Bara DVD i Bara Libertine. Després del seu retorn dels Estats Units, i haver guanyat premi el "Viewer choice" de la revista Adult Star, apareix als programes de televisió Hot Talk, Combien ça coûte?, Sans aucun doute, Paris Dernière, Ça me révolte!, i arriba al cim de la seva carrera, quan per discrepàncies, trenca la seva societat amb el productor Pascal Morvillez.
La seva carrera comença a decaure després d'una baralla amb el productor de pel·lícula X Hervé-Pierre Gustave, que porta a l'actriu i el seu marit a la presó de Fleury Mérogis, condemnada a 4 anys de presó per agressió amb premeditació. L'any 2002, després de 18 mes de presó foren alliberats, i Bara funda l'associació Athéus, que pretén reunir persones atees, i després l'ORA (Organització Radical Athéiste).
En 2007 crea el Céline Bara Studio, societat de producció de pel·lícules i d'espectacles de striptease, surt la seva biografia La Sodomite, i acaba en 2008 el rodatge del seu 180è fil Au nom du fist.